# Sankt Lars (stadsdel)

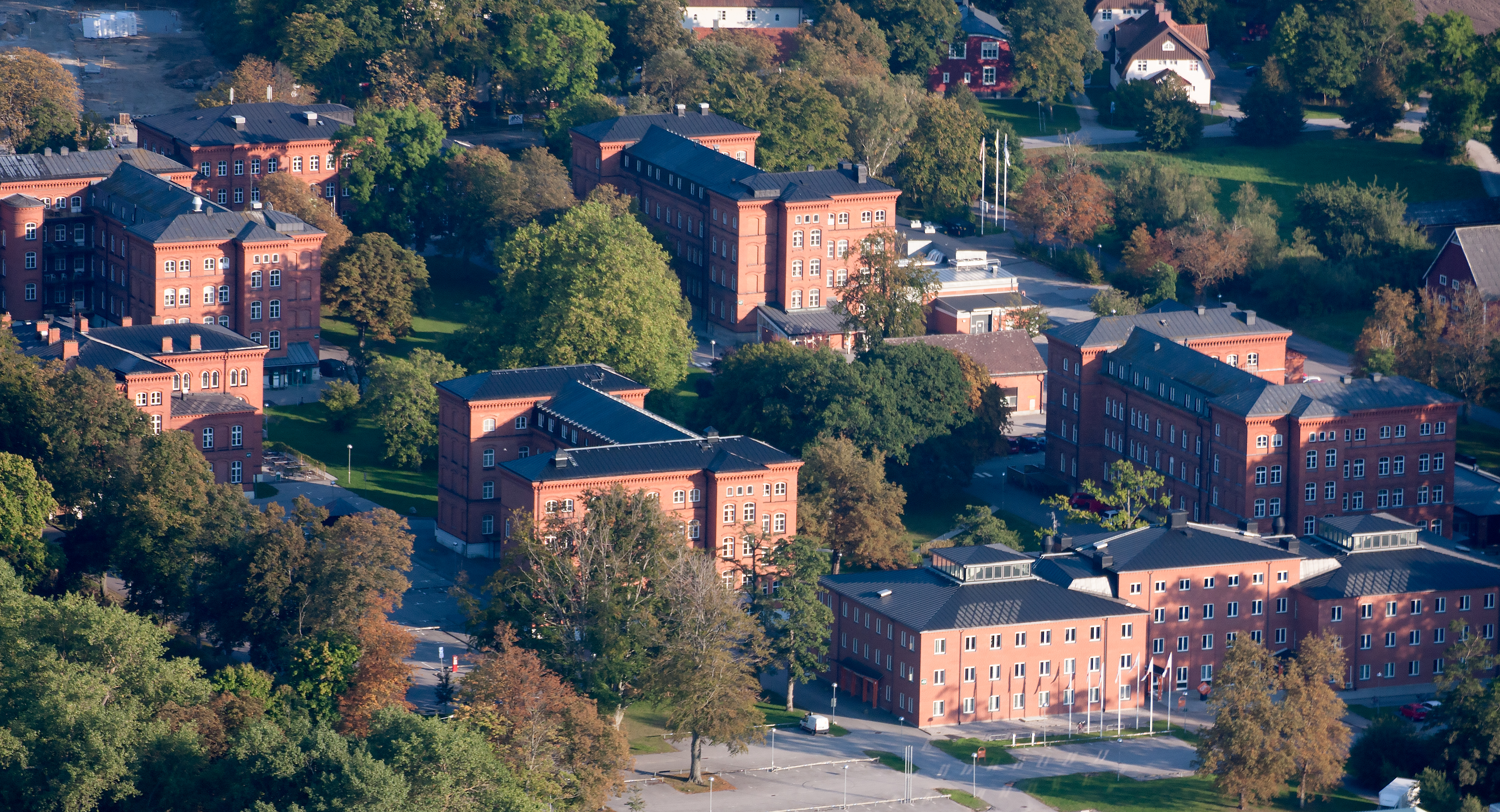
Sankt Lars företagspark

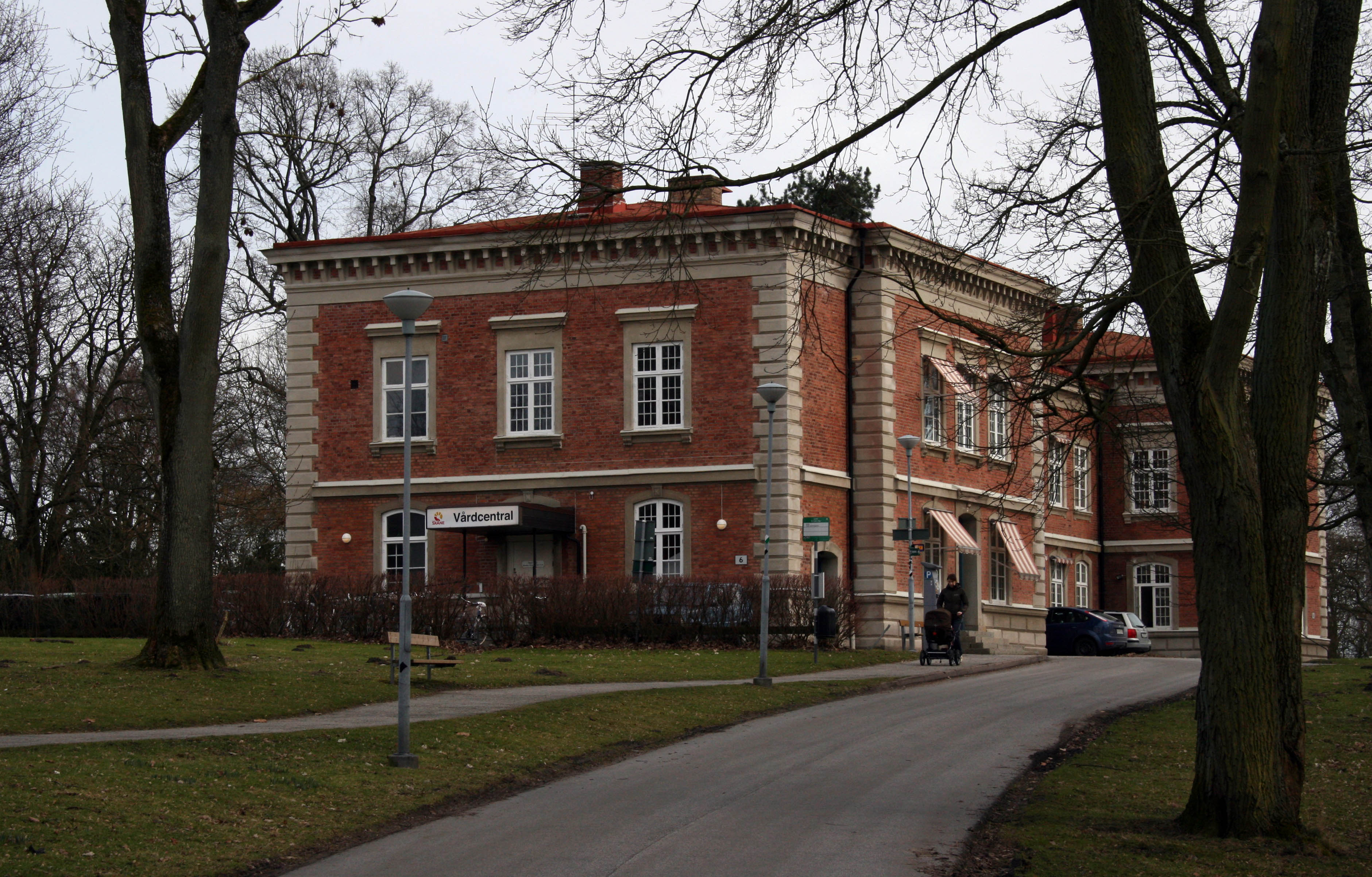
S:t Lars vårdcentral

Sankt Lars är en "stadsdel" i södra  Lund. Formellt tillhör  området stadsdelen Klostergården  som ligger norr om Sankt Lars.
Områdets historia har dominerats av det psykiatriska sjukhus, Sankt Lars sjukhus, som  fanns här till 2013. Största delen av bebyggelsen utgörs fortfarande av sjukvårdsbyggnader, men många dessa byggnader fyller nu andra funktioner, såsom grundskolor, gymnasieskolor, förskolor, vårdboende. kontor o.s.v.   De vårdinrättningar som finns kvar på området är S:t Lars vårdcentral, Hospis med Avancerad vård i hemmet, det nybyggda kommunala korttidsboendet Höjeågården och gamla rättspsyk med sin institution LVU Hemmet Lunden På Gamla Västra Sjukhuset finns även ett företagsområde  S:t Lars företagspark (tidigare Ideon Park) med flera företag som sysslar med sjukvård, bioteknik och redovisning etc. Vårdpaviljongerna 83 och 84 revs och på platsen har PEAB uppfört tre flerbostadshus med bostadsrättslägenheter kallade "S:t Lars Park" som 2017 är inflyttningsklara. På södra sidan av ån på området där de gamla personalbostäderna låg har HSB  uppfört ett mindre bostadsområde. 

## Parken och områdesgränser
Gamla sjukhuset från 1879 är byggnadsminne och här kommer ingen ny bebyggelse att ske. Här är det meningen att Sankt Lars-parken ska bevaras (hittills har den mest förfallit) runt dessa byggnader. Parken har däremot helt ändrat karaktär vid byggnad 90 (Medicinskt centrum) nu engelska skolan och vårdboende, genom att byggnadernas omgivning har inhägnats med staket och inte längre är park. Området där Höje å flyter fram har köpts av Lunds kommun och är tänkt som parkmark med promenadstråk för naturupplevelser. Det område där gamla "dansbanan" låg har inhägnats till beteshage. S:t Lars begränsas österut av Malmövägen, söderut av väg 108. Västerut mot Staffanstorp sammanfaller gränsen med Lunds kommun gräns. Lunds kommun indelning innefattar också det gamla villaområdet norr om gamla rättspsyket, Riksbyggens nybyggda hus på gamla Ungdomsklinikens tomt, som historiskt felaktigt har namngivits "Källby". Inte minst Regnbågen norr om S:t Lars räknas hit. Begränsningen norrut blir alltså Sunnanväg.